# أحمد كايا
أحمد كايا (بالكردية: ئەحمەد کایا) (28 أكتوبر 1957 - 16 نوفمبر 2000) كان مغني شعبي ولد في ملطية، تركيا. كان من أصل كُرديّ مختلط، وعرف نفسه بأنه من «كرد تركيا». تعرض للملاحقة الأمنية وسجن بعدما أعلن عن نيته إطلاق ألبوم غنائي بلغته الكردية التي كانت محظورة في تركيا، ثم طُرد وسُجن ونُفي إلى خارج تركيا

## المولد والنشأة
ولد أحمد كايا في 28 أكتوبر/تشرين الأول 1957 في مدينة ملاطية لعائلة فقيرة تتكون من أم تركية وأب كردي مهاجر من منطقة اديامان جنوب شرق تركيا، وكان هو الخامس والأصغر بين إخوته.
اضطر والده الذي كان يعمل في مصانع النسيج إلى الرحيل إلى مدينة إسطنبول عام 1972 بحثا عن فرص العمل، ودفعه هو الفقر إلى ترك المدرسة فأودع السجن أول مرة قبل أن يتجاوز العاشرة من عمره بتهمة توزيع منشورات سياسية مناهضة لانقلاب 27 مايو/أيار 1960.

## الدراسة والتكوين
درس المرحلة الأساسية في مدارس ملاطية، لكن ظروف عائلته المالية الصعبة أجبرته على ترك المدرسة، وكان متعلقا بالموسيقى والغناء فأتيحت له أول فرصة للغناء على المنصة في احتفال لعيد العمال وهو في التاسعة من عمره، وكانت تلك المناسبة بابا ولج منه عالم الغناء والعزف على آلة «الباغلّاما» شائعة الاستخدام في الألحان التركية.

## التوجهات الفكرية
تأثرت توجهاته بالأجواء التي صاحبت انقلاب 1970 في تركيا وما واكبه من أحداث سياسية واجتماعية كاتساع ظاهرة الهجرة للمدن وثورات الجامعات المناهضة للانقلاب وازدياد حدة الاستقطاب السياسي واتساع الهوة بين الفقراء والأغنياء، وقد شدته تلك الأجواء للغناء الوطني الذي كان شائعاً في تركيا في تلك الفترة خاصة تيار المطرب «روحي سو» الذي كان يلقى رواجاً كبيراً بين طلبة الجامعات بسبب تركيزه على البعد الثوري الوطني.
دفعه حبه للغناء الوطني إلى التنقل بين محافظات تركيا المختلفة مع أصدقائه في حفلات تدعو لرفض الانقلاب والثورة عليه، كما كان يعلن اعتزازه بعرقه الكردي، وأثار حفيظة المناهضين للأكراد في مهرجان فني بتاريخ 10 فبراير/شباط 1999 حين أعلن عن نيته الغناء بلغته الأم (الكردية) فهاجمه الحاضرون للمهرجان، واعتقلته الشرطة لمدة ستة أشهر بتهمة الدعوة للعنصرية.
وفي يونيو/حزيران عام 1999، اضطرت السلطات التركية إلى السماح له بالسفر إلى فرنسا لإحياء حفل كان تعاقد عليه مسبقا على أن يرجع بعد ذلك مباشرة إلى تركيا، لكنه بقي في فرنسا حتى نهاية حياته.

## الوظائف والمسؤوليات
عمل في بيع أشرطة الغناء في طفولته، ثم عمل سائقا لسيارة أجرة في إسطنبول قبل أن يدخل عالم الغناء في الحفلات ويصدر ألبوماته الغنائية.

## التجربة الفنية
أهدى أول ألبوم غنائي أصدره إلى أمه وكان بعنوان «بكاء الطفل» عام 1985، وكان يتوقع أن يتم اعتقاله بعد صدور الألبوم الذي زادت مبيعاته عن نصف مليون نسخة، لكن ذلك لم يحدث، وعاد في ذات العام لإطلاق ألبوم «الألم» ثم توالت مشاركاته في الغناء في الحفلات وفي إصدار المجموعات الغنائية في أشرطة الكاسيت.

## إصداراته الغنائية
أطلق ألبومي الدخل وكلمات الفجر عام 1986، وألبوم الديمقراطية المتعبة في العام التالي، وألبوم أنا أحدد عام 1988، ثم ألبوم الورد المتفائل عام 1989 وجدار الحب عام 1990 ورأسي في ورطة عام 1991، وممنوع اللمس في العام التالي وغير سهل في العام 1993 وأغنية الجبال عام 1994، ووميض النجوم عام 1996، وضد أصدقاء العدو عام 1998. كما صدرت بعد وفاته عدة أغنيات كان قد ألفها في حياته مثل وداعا عيوني في عام 2000، وابك قليلا عام 2003، وسأبقى على حالي عام 2005، وألف عام عمر عيوني عام 2006.

## الجوائز والأوسمة
نال عدة جوائز أهمها جائزة مؤسسة الصحافة التركية عام 1985، وجائزة موسيقار العام من تلفزيون شو التركي عام 1999.

## الوفاة
توفي أحمد كايا يوم 16 نوفمبر/تشرين الثاني 2000 إثر نوبة قلبية في فرنسا، ودفن في مقبرة العظماء، وأعلنت تركيا في شباط 2013 أنها تعمل على استعادة جثمانه لدفنه في مسقط رأسه.

## روابط خارجية
- أحمد كايا على موقع IMDb (الإنجليزية)
- أحمد كايا على موقع ميوزك برينز (الإنجليزية)
- أحمد كايا على موقع ديسكوغز (الإنجليزية)